# Ornithogalum sardienii
Ornithogalum sardienii là một loài thực vật có hoa trong họ Măng tây. Loài này được van Jaarsv. mô tả khoa học đầu tiên năm 1994.